# Kai Rohrschneider

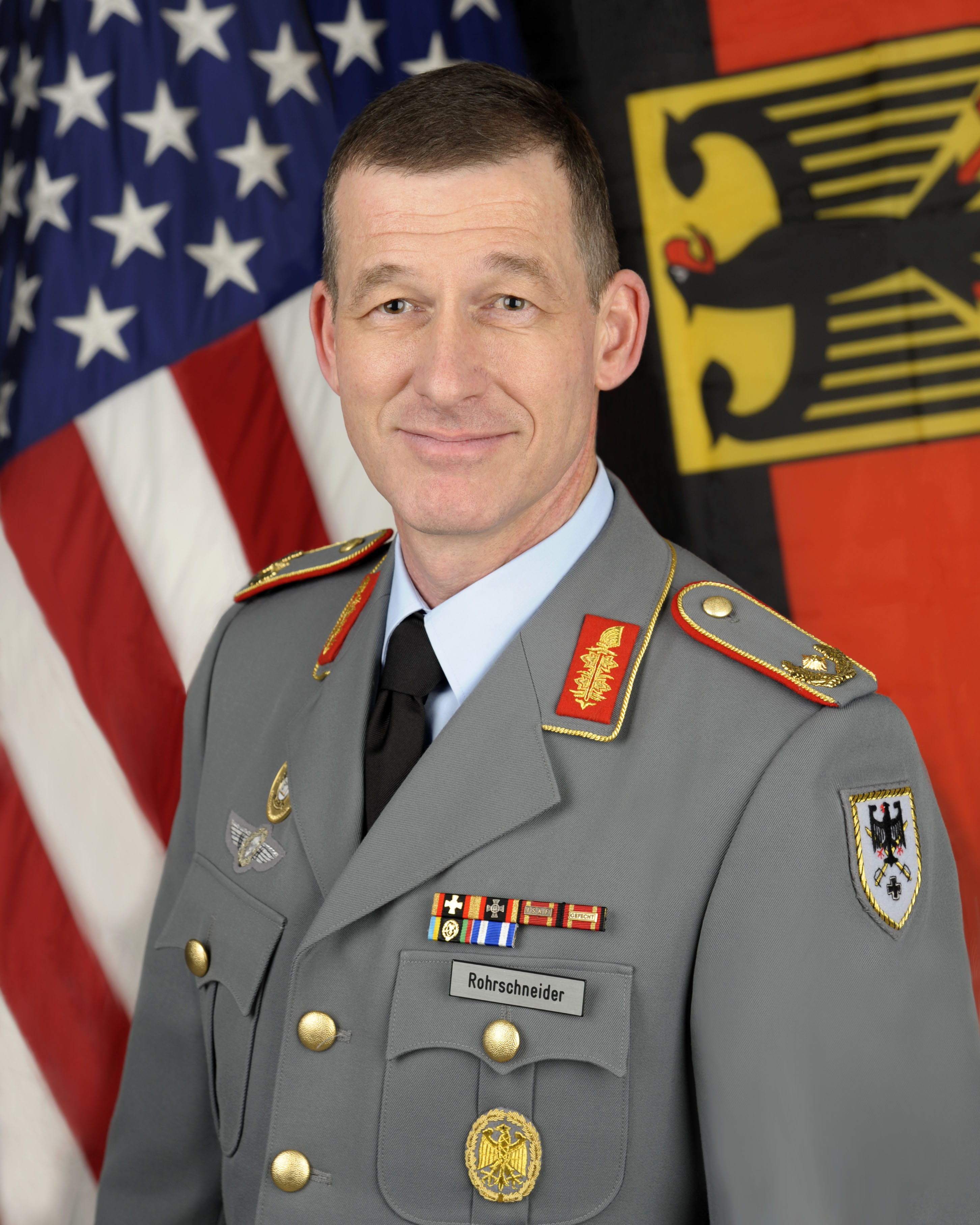
Kai Rohrschneider (2017) als Brigadegeneral und Chief of Staff der US-Army Europe

Kai Ronald Rohrschneider (* 4. März 1964 in Bochum) ist ein Generalleutnant des Heeres der Bundeswehr und seit dem 1. Oktober 2024 der Kommandeur des Multinationalen Kommandos Operative Führung sowie des Joint Support and Enabling Command der NATO in Ulm.

## Militärische Laufbahn

### Ausbildung und erste Verwendungen
Rohrschneider trat 1983 als Offizieranwärter in die Bundeswehr ein und wurde zunächst im Panzerbataillon 63 in Bad Arolsen eingesetzt. Von 1984 bis 1988 studierte er Wirtschafts- und Organisationswissenschaften an der Universität der Bundeswehr in Hamburg und schloss das Studium als Diplom-Kaufmann ab. Danach wurde er von 1988 bis 1992 als Zugführer und Fernmeldeoffizier im Panzerlehrbataillon 93 in Munster und von 1992 bis 1996 als Kompaniechef einer Panzerkompanie im Panzerbataillon 74 in Cuxhaven verwendet, bevor er von 1996 bis 1998 am Generalstabslehrgang an der Führungsakademie der Bundeswehr in Hamburg teilnahm und zum Offizier im Generalstabsdienst ausgebildet wurde.

### Dienst als Stabsoffizier
Danach war Rohrschneider Stabsoffizier G3 (Planung, Einsatzführung) im Heeresführungskommando in Koblenz. In der Zeit von 2000 bis 2001 war er als Lehrgangsteilnehmer beim Advanced Command and Staff Course am Joint Services Command and Staff College in Shrivenham in Großbritannien. Danach wurde er für die Personalführung der Obersten und Generale des Heeres im BMVg eingesetzt. Nach zwei Jahren als Chef des Stabes der Jägerbrigade 37 in Frankenberg war er von 2005 bis 2007 Kommandeur des Panzerbataillon 393 in Bad Salzungen, bevor er erneut Personalführer wurde, nun als Personalstabsoffizier im Personalamt der Bundeswehr und nun verantwortlich für die Personalführung der Offiziere mit Generalstabsdienstausbildung des Heeres bis einschließlich zur Besoldungsgruppe A 15.
Rohrschneider war danach Abteilungsleiter der Abteilung 3 im Stab der 13. Panzergrenadierdivision in Leipzig, bevor er ein Jahr als Lehrgangsteilnehmer am Canadian Forces College in Toronto verbrachte. Von 2012 bis 2014 war er Referatsleiter in der Abteilung Politik im BMVg in Berlin.

### Dienst als General
Im März 2014 übernahm Rohrschneider die Panzerbrigade 21 „Lipperland“. In dieser Verwendung wurde Rohrschneider auch zum Brigadegeneral befördert. Diesen Dienstposten übergab er am 9. Dezember 2016 an Oberst Heico Hübner.
Zum 1. Januar 2017 wurde Rohrschneider Nachfolger von Brigadegeneral Markus Laubenthal, und damit zweiter deutscher Chef des Stabes der US-Army Europe. Diesen Dienstposten übergab er im September 2018 an Brigadegeneral Hartmut Renk um, unter Beförderung zum Generalmajor, Chef des Stabes des Multinationalen Kommando Operative Führung in Ulm zu werden. Auf diesem Dienstposten löste er Generalmajor Klaus Habersetzer ab. Zum 1. April 2020 übergab Rohrschneider seinen Dienstposten in Ulm wiederum an Brigadegeneral Hartmut Renk und wurde erneut ins BMVg versetzt; diesmal als Nachfolger von Generalleutnant Markus Laubenthal in der Funktion als Abteilungsleiter der Abteilung Führung Streitkräfte, welche zum 1. Februar 2024 in Einsatzbereitschaft und Unterstützung Streitkräfte (EBU) umbenannt wurde. 
Seit dem 1. Oktober 2024 ist Rohrschneider der Kommandeur des Joint Support and Enabling Command (JSEC) der NATO und Befehlshaber des Multinationalen Kommandos Operative Führung in Ulm.

### Einsätze
- 2006: Chef des Stabes PRT Kunduz, ISAF
- 2009/2010: Kommandeur PRT Kunduz, ISAF[9][10]

### Auszeichnungen (Auswahl)
- General-Heusinger-Preis (1998)
- Ehrenkreuz der Bundeswehr in Gold
- Ehrenkreuz der Bundeswehr in Silber
- Einsatzmedaille der Bundeswehr in Bronze ISAF
- Einsatzmedaille Gefecht[11]
- Einsatzmedaille der NATO ISAF

## Privates
Rohrschneider ist verheiratet.